# Chrysocrambus craterellus

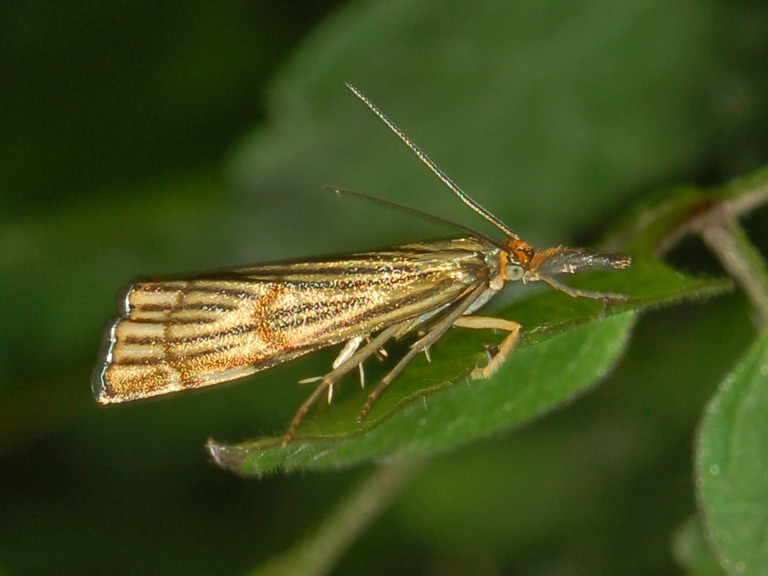
Lateral view

Chrysocrambus craterellus là một loài bướm đêm thuộc họ Crambidae. Nó được tìm thấy ở Nam Âu và Trung Đông.
Sải cánh dài khoảng 20 mm. Con trưởng thành bay từ tháng 6 đến tháng 7 tùy theo địa điểm.
Ấu trùng ăn các loài Festuca và other Gramineae.

## Phụ loài
- Chrysocrambus craterellus craterellus (miền trung và Nam Âu, Ural, Transcaucasus, Asia Minor)
- Chrysocrambus craterellus alpinus (Pháp)
- Chrysocrambus craterellus abruzzellus (Abruzzi, Italy)
- Chrysocrambus craterellus stachiellus (Podolia, Ukraine)
- Chrysocrambus craterellus libani (Liban)
- Chrysocrambus craterellus defessellus (Iran)